# Greg Willis
Greg Willis († 11. listopadu 2016) byl americký baskytarista. V roce 1966 byl jeden ze zakládajících členů skupiny Iron Butterfly. Ta byla aktivní v kalifornském San Diegu, avšak brzy se někteří její členové rozhodli odejít do Los Angeles. Willisovi, který v té době byl stále žákem střední školy, jeho otec nedovolil odjet a tak skupinu musel opustit. Ve skupině jej nahradil Jerry Penrod. Později působil v mnoha dalších skupinách, mezi něž patří například Candye Kane & The Swingin' Armadillos, The King Biscuit Blues Band a The Blonde Bruce Band. Hrál převážně na baskytaru Fender Jazz Bass. Rovněž působil jako diskžokej na stanici KPRI FM, kde vystupoval pod jménem Soloman Grundy. Většinu svého života prožil v San Diegu, odkud se několik let před smrtí přestěhoval do Portlandu, kde zemřel. V dubnu roku 2012 utrpěl mrtvici.